# هيثم رباني
هيثم رباني (28 يونيو 1971 في الجزائر العاصمة) هو صحفي جزائري تخرج من الجامعة الإسلامية بالمدينة المنورة عام 1993، بدأ عمله الصحفي في جريدة أسبوعية ساخرة اسمها الوجه الآخر، وبعدها عمل مذيع ومحرر في إذاعة مونت كارلو، وفي عام 1998 التحق بالقسم العربي في صوت ألمانيا في كولونيا ليعمل محررا أيضا.

## حياته
درس رباني المرحلة الابتدائية في مدرستي حسن بادي و محمد سي محمد بالحراش وكان ذلك بين عامي 1977 و1982، بعدها انتقل إلى متوسطة محمد الأمين العمودي بالحراش أيضاً، وبين عامي 1986 و1988 أكمل دراسته في الثانوية لينتقل بعدها إلى السعودية للدراسة في الجامعة الإسلامية بالمدينة المنورة ما بين أعوام 1989 و 1993.

## مسيرته
بدأ هيثم رباني العمل الصحافي مع والده عام 1988 في أسبوعية «المجاهد» التابعة لحزب جبهة التحرير الوطني، وهي الحزب الحاكم في ذلك الوقت. بعد التخرج عمل في أسبوعية الوجه الآخر التي أغلقتها وزارة الداخلية عام 1995 بعد نشر كاريكاتير ساخر.
عمل بعدها مع أسبوعية الوقت التابعة ليومية الوطن، وقد أغلقت بدورها نهاية عام 1995، وفي نوفمبر 1995، بدأ العمل مع القسم العربي لإذاعة صوت ألمانيا مراسلا لها من الجزائر، ومقرها في ذلك الوقت مدينة كولونيا، وفي عام 1998 انتقل إلى مدينة كولونيا واشتغل في الإذاعة لمدة عامين، ثم مراسل لها في الجزائر، كما اشتغل منتجاً تلفزيونياً، لصالح تلفزيون صوت ألمانيا. اشتغل مع المؤسسات الإعلامية العالمية مثل إذاعة صوت أمريكا بلغاتها الثلاث، العربية والفرنسية والإنجليزية، بالإضافة إلى تلفزيون صوت أمريكا، من عام 1999 إلى غاية 2007، إم بي سي إف إم، ويومية الخليج الإماراتية.
يومية السفير اللبنانية. و منتجاً تلفزيونياً في غلوبل راديو نتوورك، التي مقرها لندن، مراسل وكالة الأنباء الألمانية، متعاون ميداني مع قناتي زي دي إف الألمانية وأي آر تي الفرانكوجرمانية. مراسل سويس إنفو من عام 2000 إلى غاية نهاية عام 2008، كما اشتغل في الحملة الانتخابية لعام 2014 مستشارا اقتصاديا و مترجما خاصا لعلي بن فليس، و صاغ قرابة ثلاثين في المائة من برنامجه الاقتصادي، هيثم رباني يشتغل كمستشار صناعي في مكتب الدراسات كارفور سرفيس بباب الزوار بالجزائر العاصمة.